# Cabane du Trient
Die Cabane du Trient (auch Trienthütte) ist eine Hütte des Schweizer Alpen-Clubs (SAC). Sie ist Ausgangspunkt für Hochtouren im Schweizer Teil des Mont-Blanc-Massivs. Für erfahrene Wanderer ist sie gut erreichbar über die Bergstation La Breya, die Cabane d’Orny und den Glacier d’Orny. Sie befindet sich auf einem Felsen oberhalb des Plateau du Trient (Gletscherplateau) auf 3170 m ü. M. unter der Pointe d’Orny. Die Hütte besitzt 130 Schlafplätze und gehört der SAC-Sektion Les Diablerets an.

## Geschichte
Die Cabane du Trient ersetzte die Cabane Dupuis, welche 1906 mit dem Vermächtnis von Herrn Julius Dupius erbaut und 1915 vergrössert worden war. Diese alte Hütte hatte 42 Schlafplätze. Die heutige Hütte wurde 1934 erbaut und 1975 erweitert.

## Tourenmöglichkeiten
Beispiele sind:
- Refuge d’Argentière (CAF) über Fenêtre de Saleina  und Col du Chardonnet
- Refuge Albert 1er über Col du Tour